# Stepovi Hutorî, Nosivka
Stepovi Hutorî (în ucraineană Степові Хутори) este localitatea de reședință a comunei Stepovi Hutorî din raionul Nosivka, regiunea Cernihiv, Ucraina.

## Demografie
Componența lingvistică a localității Stepovi Hutorî
     Ucraineană (99,15%)
     Alte limbi (0,64%)
Conform recensământului din 2001, majoritatea populației localității Stepovi Hutorî era vorbitoare de ucraineană (99,15%), existând în minoritate și vorbitori de alte limbi.